# Waterside (Londonderry)
Waterside (en scots d'Ulster : Wattèrbroo) est un quartier de la ville de Londonderry (ou Derry) situé sur la rive est de la Foyle, en Irlande du Nord. Ce quartier est séparé de la ville historique et d'autres quartiers de la rive ouest par le fleuve, il est relié à elle par deux ponts, le Craigavon Bridge (en) et depuis 2011, le Peace Bridge (en). 
La population du quartier de Waterside est principalement protestante et unioniste, tandis que la ville est majoritairement catholique et nationaliste. Sa population a augmenté durant la période du conflit nord-irlandais, lorsque les protestants se sont retirés de la rive ouest, où ils étaient minoritaires, pour se regrouper dans ce quartier. Une statue de bronze intitulée « Hands across the Divide », sur le Craigavon Bridge, fait référence à cette séparation géographique et historique entre les communautés nationaliste et unioniste, et manifeste l'espoir d'une main tendue par-dessus les divisions. Le nom retenu pour le pont construit en 2011, « Peace Bridge », évoque également un rapprochement.
Le parc St Columb est situé dans ce quartier.

## Transport
La gare de Londonderry, unique gare ferroviaire de la ville couramment désignée comme la gare de Waterside (Waterside Railway Station), est située sur la rive est de la Foyle. Elle est reliée à la gare routière sur la rive ouest de la Foyle par un service de navettes par autobus gratuites. La ligne ferroviaire relie Londonderry à Belfast en deux heures.

Waterside
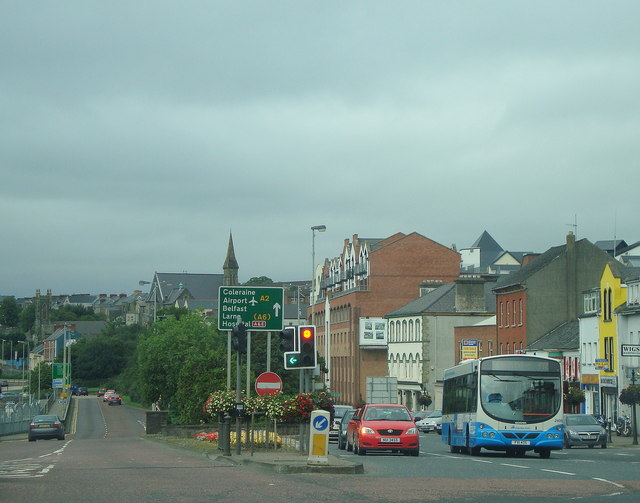
Waterside
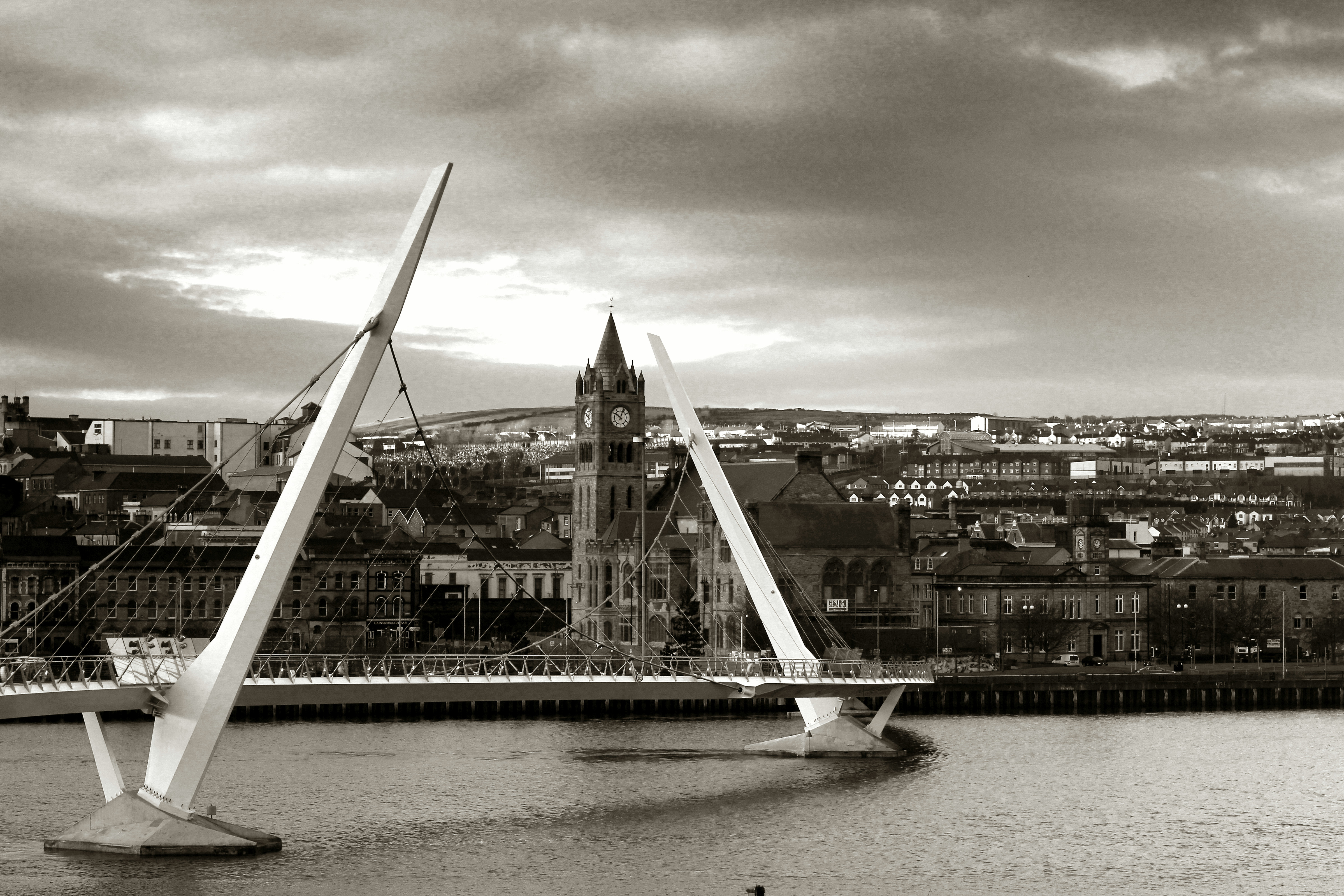
Peace bridge depuis Waterside
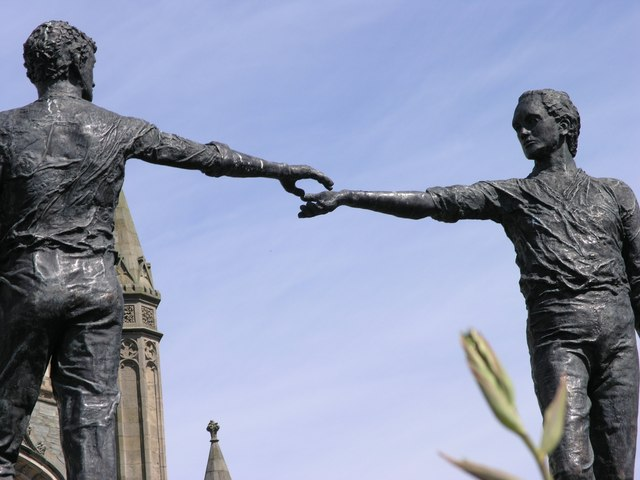
« Hands Across the Divide »
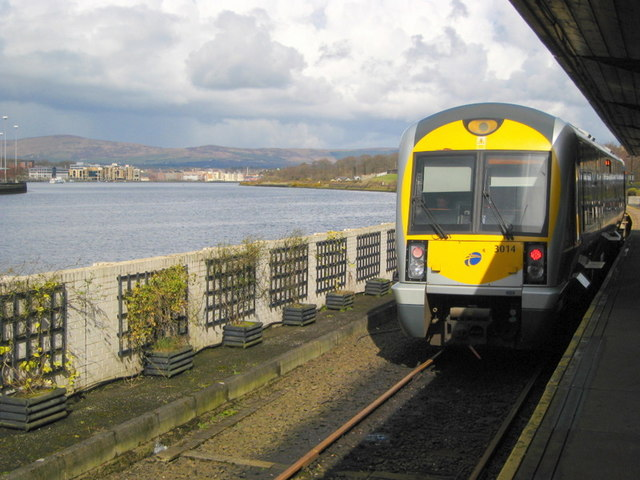
Gare ferroviaire de Waterside
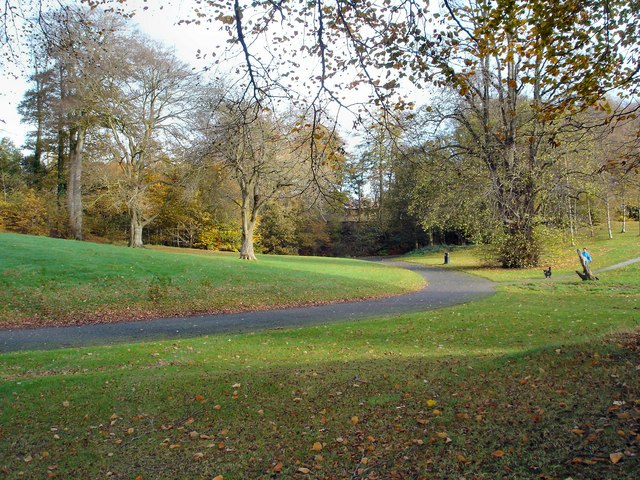
St. Columb's Park